# Шибанов Георгій Миколайович
Шибанов Георгій Миколайович (24 вересня 1949) — мистецтвознавець, публіцист, заслужений діяч мистецтв України (2005), член Національної спілки журналістів України (1981).
В 1978 р. закінчив мистецтвознавчий факультет Київського державного художнього інституту. Працював науковим співробітником Лохвицького історико-краєзнавчого музею ім. Г. С. Сковороди, Тернопільського краєзнавчого музею (1973—1978), редактором машівської та чорнухинської районних газет «Колгоспні вісті», «Нова праця», власним кореспондентом обласних газет «Зоря Полтавщини», «Село полтавське».
Автор книг «Нестор Городовенко: життя і творчість» (2001), «До світла вічної істини: Бесіди з митрополитом Феодосієм» (2006), друкується в журналах «Музика», «Наука и жизнь», «Полтавські єпархіальні відомості», газетах «Літературна Україна», «Культура і життя», «Село полтавське», «Вільне життя», «Новапраця», «Зоря».
Заслужений діяч мистецтв України (2005).
Народився 24 вересня 1949 року в місті Золотоноші Черкаської області. Помер в червні 2012 року у Полтаві.
Похоронений в с. Лука Лохвицького району.